# Lago Wey

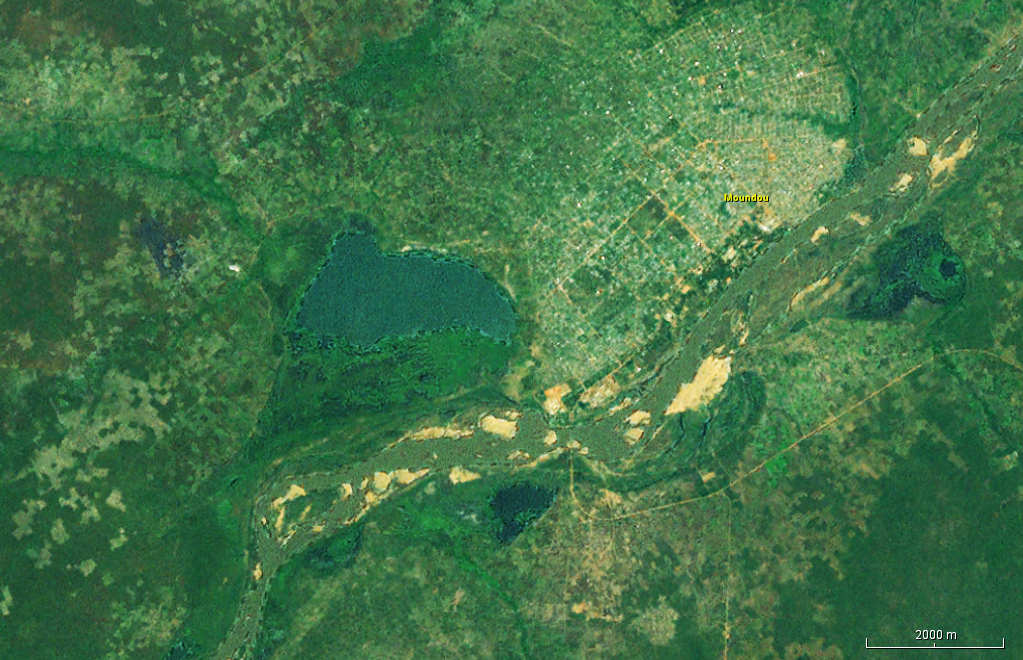
Linda

O lago Wey, Ouei ou We é um lago no sul do Chade na região de Logone Occidental, departamento de Lac Wey perto da cidade de Moundou.